# Estação Frunzenskaia (metro de Moscovo)
Frunzenskaia (em russo:  Фру́нзенская) é uma das estações da linha Socolhnitcheskaia (Linha 1) do Metro de Moscovo, na Rússia. Estação «Frunzenskaia» está localizada entre as estações «Sportivnaia» e «Park Cultury».